# 洛陽鉬業
洛阳栾川钼业集团股份有限公司（簡稱洛陽鉬業或洛鉬）是中國大陸生產鉬的企業，也是该领域的世界龙头公司之一。该公司分别在香港证券交易所和上海证券交易所上市。此外，该公司还是世界上最大的钨和钴生产商之一，第二大铌生产商，同时也是全球领先的铜生产商。公司總部位於河南省洛陽市欒川縣。截至2023年，该公司在《财富》中国500强中排名第158位。

## 历史
洛陽欒川鉬業的前身欒川鉬業集團成立於1969年8月。1988年，欒川鉬業集團與河南省的鉬礦合併，成立了洛陽欒川鉬業公司，并于1989年10月更名为洛阳栾川钼业(集团)有限责任公司。
2007年4月26日，洛阳鉬业在香港聯合交易所上市，招股價6.8港元，首日收市報10.82港元，是2007年首日升幅最高的新股之一。2007年9月10日至2010年3月8日，洛阳鉬业是恆生中國企業指數成份股之一。2012年，洛阳鉬业計劃回歸A股上市，最終上市計劃為3元人民幣，發行2億股。洛阳鉬业A股上市首日，以9.63元收市，較發行價暴漲2.21倍。
2013年，洛阳钼业从力拓集团收购了澳大利亚的Northparkes铜金矿80%的股权。之后于 2023 年 12 月将Northparkes 的全部股权出售给澳大利亚金矿公司 Evolution Mining。
2014年1月13日，富商于泳旗下鴻商集團透過其香港全資子公司鴻商香港連番增持洛陽鉬業(3993)至36.01％。洛陽鉬業回應上交所的質疑，指鴻商集團已成為公司第一大股東，原大股東洛礦集團表示不再增持，这使得洛阳钼业正式由國企轉為民企。
2017年，该公司的全资子公司洛钼国际将其总部迁至亚利桑那州凤凰城。
2017年12月，路易达孚宣布以4.66亿美元的价格将其金属交易平台LDC Metals出售包括洛阳钼业的几家中国公司。LDC Metals随后更名为埃珂森（IXM）。洛阳钼业在2019年完成对埃珂森的并购交割。
2022年6月，该公司英文名称改为CMOC Group Limited，简称CMOC。同年，该公司被列入《财富》中国500强排行榜的第74位。
2022年9月，宁德时代及其子公司四川时代与国宏集团签署了《投资框架协议》，通过增资间接持有洛阳钼业24.68%的股份，成为洛阳钼业第二大股东。
2025年6月25日，洛陽鉬業收購Lumina Gold，並因此獲得厄瓜多埃爾奧羅省的凱歌豪斯金礦（Cangrejos Project）100%股權。

## 公司業務

#### 中国
该公司在中国拥有三个主要矿山：栾川县的钼钨三道庄矿和上房沟钼矿以及哈密市的东戈壁钼矿，其中三道庄矿完全由洛阳钼业全资拥有，而上房沟钼矿则是与洛阳矿业集团持有45%股权的合资企业。该公司在中国区共有8家下属企业。

#### 刚果
该公司在剛果民主共和國持有Tenke Fungurume 铜钴矿80%的股份。这座铜钴矿山于2016年以26.5亿美元的价格从费利浦·麦克莫兰铜金公司购得，并获得来自中国四家银行至少15.9亿美元的贷款支持。渤海华美（上海）股权投资基金管理有限公司以11.4亿美元收购了Lundin Mining在Tenke Fungurume铜钴矿的少数股权而间接地推动了此笔交易。2022年，洛阳钼业与刚果国家矿业总公司（Gécamines）因为Tenke Fungurume矿山的特许权使用费产生纠纷。纠纷双方在2023年4月达成协议，刚果经济部长称这份协议为这座全球第二大钴矿山恢复矿产出口铺平了道路。
2020年，该公司通过其子公司KFM控股有限公司以5.5亿美元的价格从费利浦·麦克莫兰铜金公司收购了Kisanfu铜钴矿95%的股权。2021年，该公司将KFM控股的25%股权以1.375亿美元的价格出售给了宁德时代的子公司邦普时代，使其在Kisanfu铜钴矿项目中的股权比例降至71.25%。洛阳钼业于2022年7月宣布计划向Kisanfu铜钴矿项目投资18亿美元。

#### 南美洲
2016年，洛阳钼业从英美资源集团收购了巴西戈亚斯州和圣保罗州的磷矿和铌矿，包括Boa Vista铌矿。2023年1月，洛阳钼业与宁德时代合作共同开发玻利维亚境内两座巨型盐湖，并计划建设锂提取工厂。

#### 埃珂森
2019年，洛陽鉬業全資收購了金屬貿易商埃珂森。該公司總部設在瑞士日內瓦，從事銅、鋅、鋁、鎳、鈷、鈮和鋰的相關貿易。

## 社会责任
洛阳钼业采取了一系列可持续发展措施，最大限度地减少对环境的影响，并承担相应的社会责任。洛阳钼业累计在其三道庄矿区绿化投资1.13亿元人民币，绿化面积共计超过240万平方米。
洛阳钼业旗下Tenke Fungurume矿场在刚果民主共和国推动的项目包括生物多样性和自然资源的保护工作、社会发展和为该地区社区提供人道主义援助。2021年，该公司还宣布计划增加在刚果盆地使用水力和太阳能电力的比例。2024年，该矿场成為非洲大陸首個獲得銅標誌（The Copper Mark) 認證的礦山。
洛阳钼业旗下的澳大利亚Northparkes采矿项目凭借其Kokoda生物多样性补偿计划获得了多个奖项的认可。
洛阳钼业加入了Better Mining计划和公平钴联盟（Fair Cobalt Alliance），并与嘉能可和Eurasian Resources Group合作推出了名为Re|Source的区块链解决方案，用于钴的追溯和负责任采购。
洛阳钼业2020年的总二氧化碳排放量（直接+间接）为1,030千吨，环比增长了60千吨，增长率为6.2%。根据该公司的年报数据，洛阳钼业在2021年将其CO2排放强度相比于2020年减少了20%。
2021年8月，洛阳钼业在明晟公司（MSCI）的年度ESG评级报告中从“BBB”级上升至“A”级；后于2023 年 6 月获评“AA”级。
2023年2月，洛阳钼业入选 “2022福布斯中国可持续发展工业企业TOP50”。